# ANSWER...
『ANSWER...』（アンサー...）は、三代目 J SOUL BROTHERS from EXILE TRIBEのボーカル、ØMIの通算3枚目のオリジナル・アルバムである。2022年2月2日にCDL entertainment / LDH Recordsから発売された。

## 概要
- 前作アルバム『Who Are You?』での問いかけに対する『ANSWER...』が完結[2]。
- 三代目 J SOUL BROTHERSのデビュー10周年記念日にSNSに公開した「Love Letter」、同グループでツインボーカルを担う今市隆二をコーラスに迎えた「After the rain」など、CD2枚組に全12曲を収録[3]。
- CDのみの通常盤、2CD+Blu-rayの初回生産限定盤やDeluxe Edition、他にファンクラブ・オフィシャルモバイルショップ限定販売の会員限定盤など4形態での発売。

## 収録曲

### CD

#### DISC-1
1. INTRO ~SHINE~ (1:33)
  - アルバムのイントロ曲
2. SHINE (3:26)
  - 作詞・作曲：ØMI, UTA, SUNNY BOY
3. You (Prod. SUGA of BTS) (3:07)
  - 作詞・作曲：SUGA, EL CAPITXN, UTA, Yohei, Shin Won Park
4. Starlight (3:20)
  - 作詞：Yohei、作曲：PURPLE NIGHT, Yohei
5. Just the way you are (3:23)
  - 作詞・作曲：SHOW
6. Love Letter (3:44)
  - 作詞：ØMI、作曲：UTA
7. After the rain (3:18) 
  - 作詞：ØMI, SUNNY BOY、作曲：UTA

#### DISC-2
1. INTRO ~SHADOW~ (1:35)
2. ANSWER... SHADOW (3:20)
  - 作詞：ØMI, ZERO(YVES&ADAMS), SUNNY BOY、作曲：ZERO(YVES&ADAMS)
3. Can You See The Light (3:17)
  - 作詞：JUN、作曲：UTA
4. Give up (3:09)
  - 作詞：SUNNY BOY、作曲：Funk Uchino, Daniel Kim, Jhen
5. Colorblind (3:19)
  - 作詞：SUNNY BOY, Bon Bon、作曲：Daniel Kim, Polar

### Blu-ray

#### DISC-3
1. ANSWER... SHADOW -Music Video-
2. Can You See The Light -Music Video-
3. Colorblind -Music Video-
4. You (Prod. SUGA of BTS) -Music Video-
5. SHINE -Music Video-
6. Story of “ANSWER...”